# Neues Wasserkraftwerk Rheinfelden
Das Neue Wasserkraftwerk Rheinfelden ist ein Laufwasserkraftwerk am Hochrhein zwischen den beiden gegenüberliegenden Städten Rheinfelden AG auf der Schweizer Seite und Rheinfelden (Baden) auf der deutschen Seite, das 2010 in Betrieb ging.
Eigentümerin ist die Energiedienst AG, eine 100-%-Tochter der im schweizerischen Laufenburg ansässigen Energiedienst Holding, die wiederum eine 67-%-Tochtergesellschaft des deutschen Energiekonzerns EnBW Energie Baden-Württemberg ist.
Die Stromerzeugung wird zwischen Deutschland und der Schweiz hälftig aufgeteilt, wobei als Abnehmerin des schweizerischen Teils die Axpo AG fungiert, als Abnehmerin des deutschen Anteils die Energiedienst Holding, die den erzeugten Ökostrom unter dem Namen „Naturenergie“ über ihre Tochtergesellschaft Energiedienst AG vermarktet.

## Geschichte

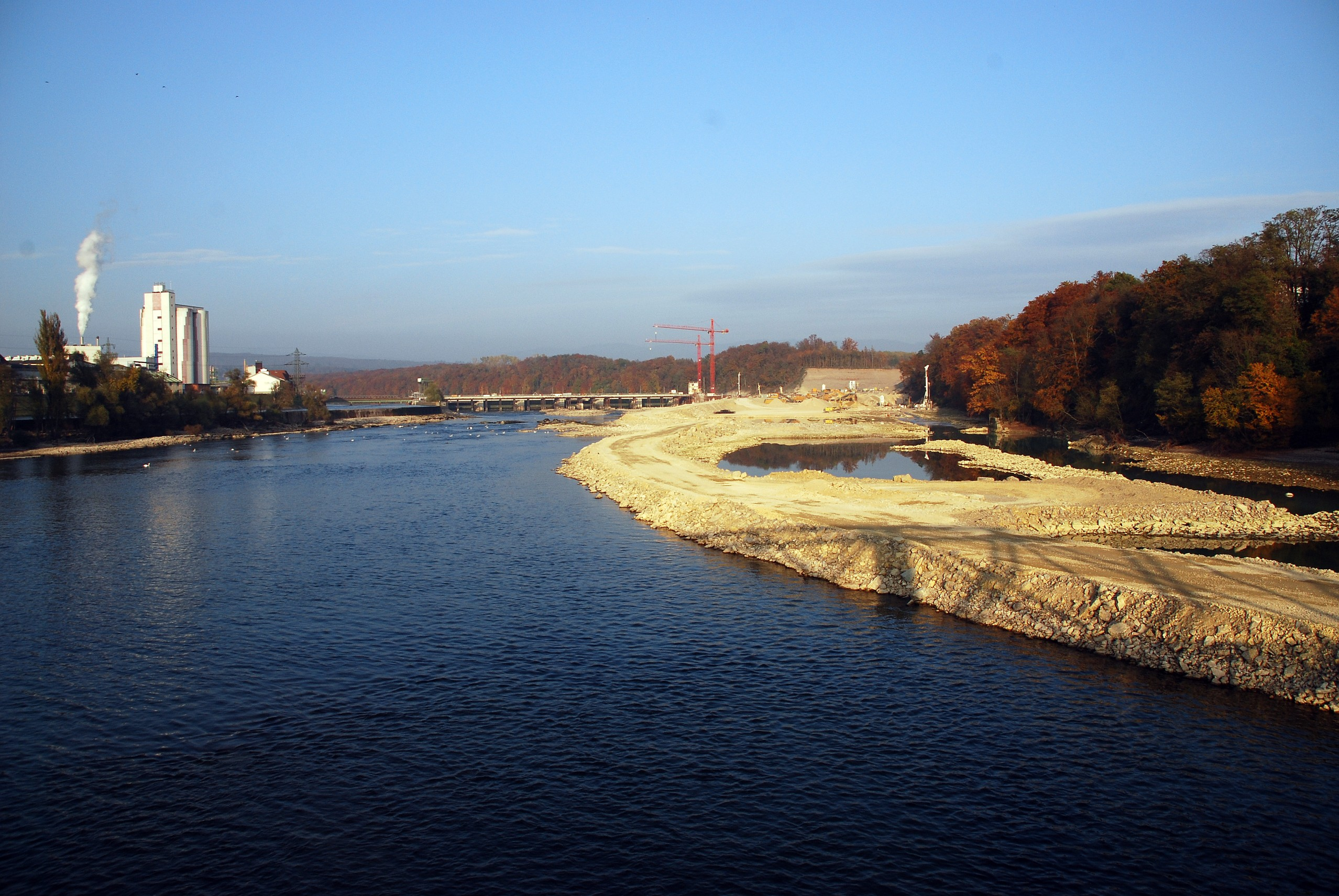
Neues Kraftwerk im Bau (Oktober 2007)

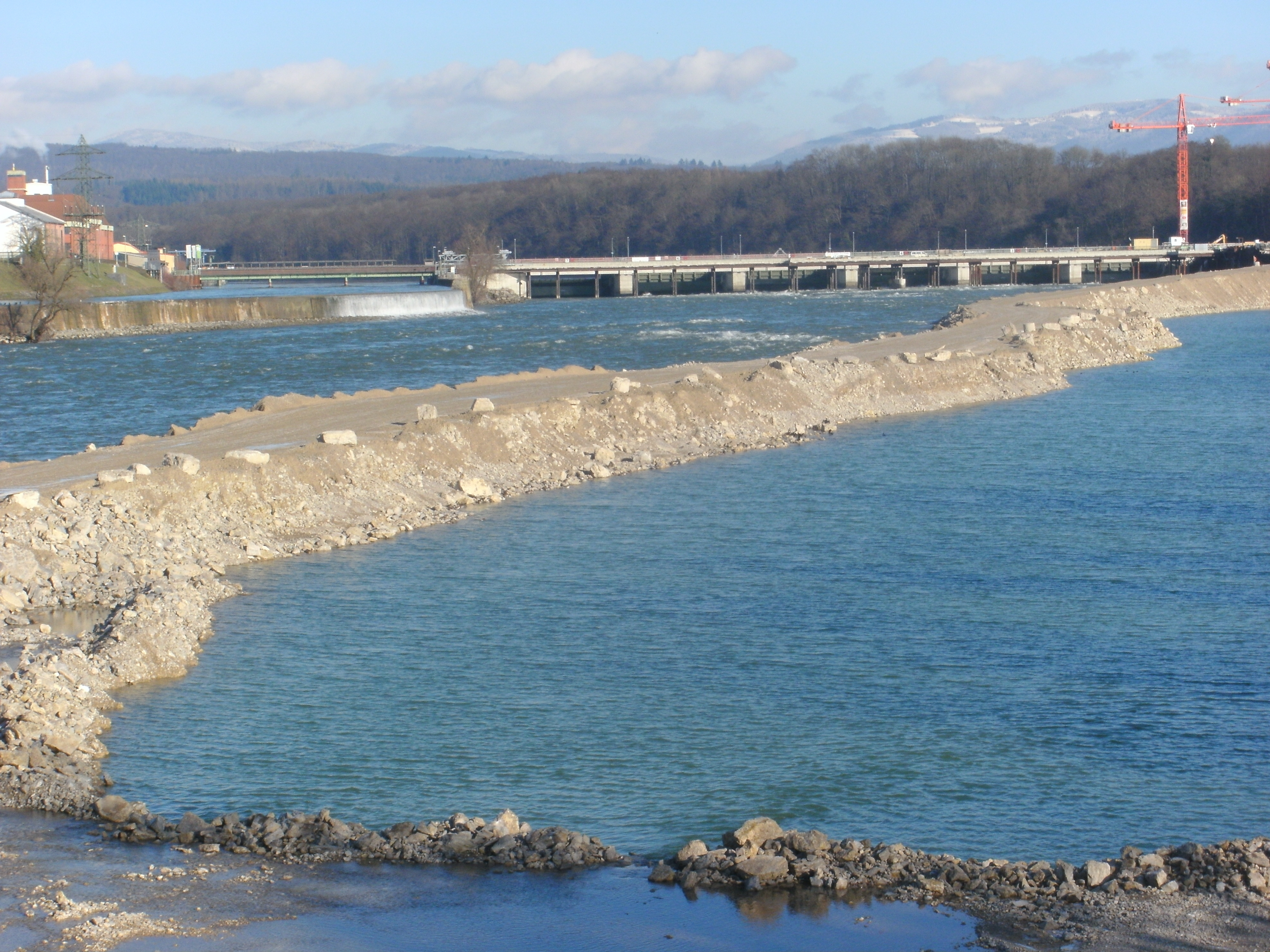
Baustelle des neuen Wasserkraftwerks. Im Vordergrund der temporäre Arbeitsdamm in der Rheinmitte, von dem aus das Unterwasser vertieft wurde.

Bereits im Jahr 1984 wollten der damalige Betreiber Kraftübertragungswerke Rheinfelden (KWR) – eines der Vorläuferunternehmen der heutigen Energiedienst Holding – und der Kanton Aargau ein neues Kraftwerk an der Stelle des ursprünglichen errichten. Durch die Liberalisierung des Strommarktes erschien jedoch der Neubau zunächst nicht mehr rentabel und wurde deswegen verschoben. Um die Finanzierung bzw. Rentabilität sicherzustellen, wurde vom Gesetzgeber eigens die sogenannte „neue große Wasserkraft“ als förderungsfähige Energie in das Erneuerbare-Energien-Gesetz aufgenommen.
Im Dezember 1989 hatten der Schweizer Bundesrat und das Regierungspräsidium Freiburg über eine Verlängerung der Konzession des Alten Wasserkraftwerks Rheinfelden um weitere 80 Jahre zu entscheiden. Diese wurde mit der Auflage bewilligt, dass ein neues Kraftwerk eine höhere Stromproduktion erzielen muss.
Aus diesem Grund wurde seit Sommer 2003 an einem neuen Wasserkraftwerk gebaut, der Aufwand dafür wird auf etwa 380 Millionen Euro beziffert. Das neue Kraftwerk wurde einige hundert Meter flussaufwärts vom alten errichtet. Im Gegensatz zum bisherigen, das in Längsrichtung zum Rhein stand, steht das neue Maschinenhaus quer zum Fluss. Das neue Stauwehr wurde im April 2007 fertiggestellt, der Spatenstich für das neue Maschinenhaus erfolgte Mitte 2007. Im Mai 2007 wurde im Gegenzug das alte Stauwehr zurückgebaut. Mit der Inbetriebnahme von Maschine 4 wurde im Dezember 2010 auch das Maschinenhaus fertiggestellt.
Zur Eröffnung besuchte die damalige Bundeskanzlerin Merkel zusammen mit ihrem Bundeswirtschaftsminister Brüderle sowie dem damaligen Ministerpräsidenten Baden-Württembergs Mappus das Neue Wasserkraftwerk Rheinfelden. An der Landesgrenze zur Schweiz, die mitten durch das Kraftwerk verläuft, begrüßte sie die Schweizer Delegation, der unter anderem der Aargauer Regierungsrat Urs Hofmann vorstand.

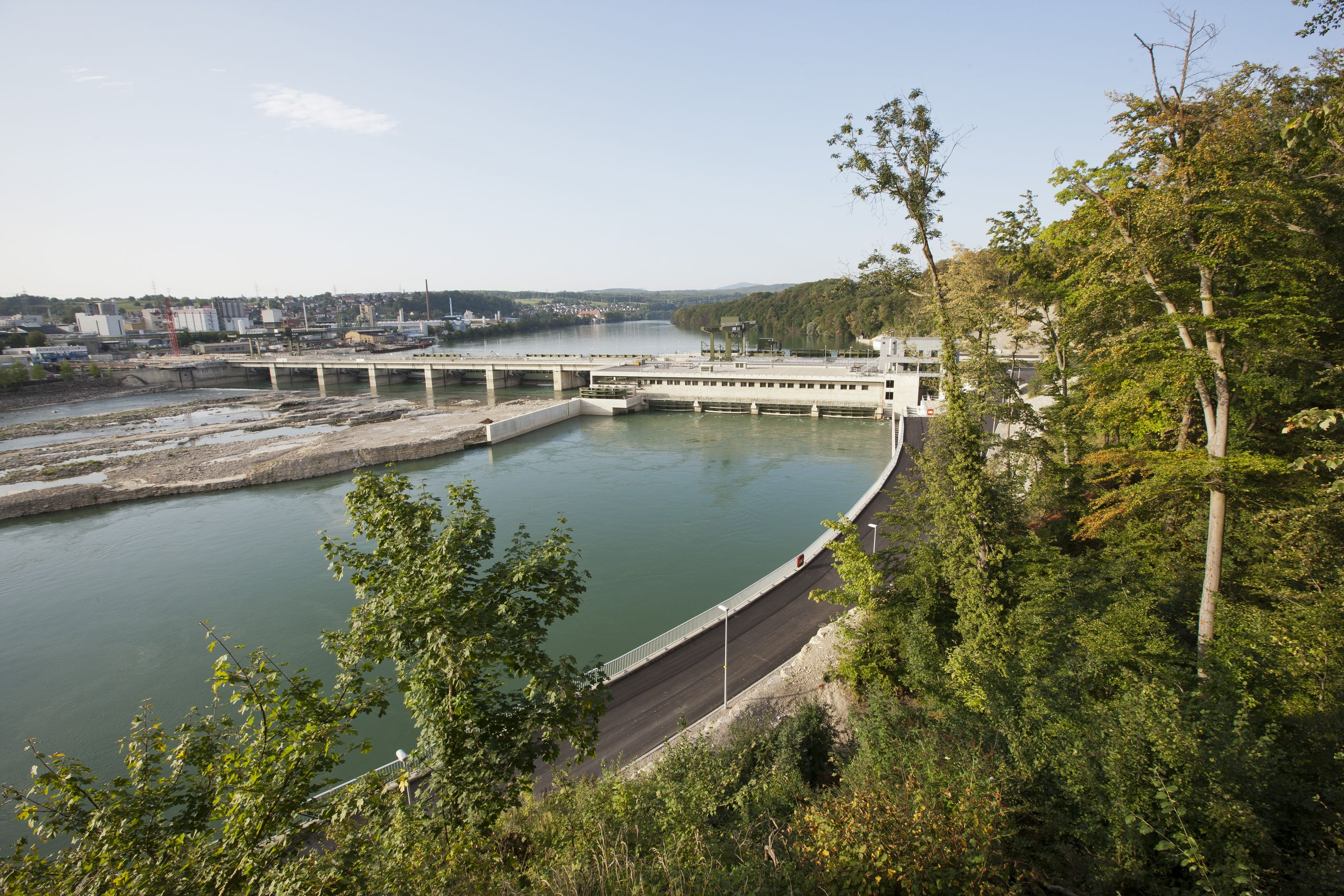
Wasserkraftwerk Rheinfelden Oktober 2011
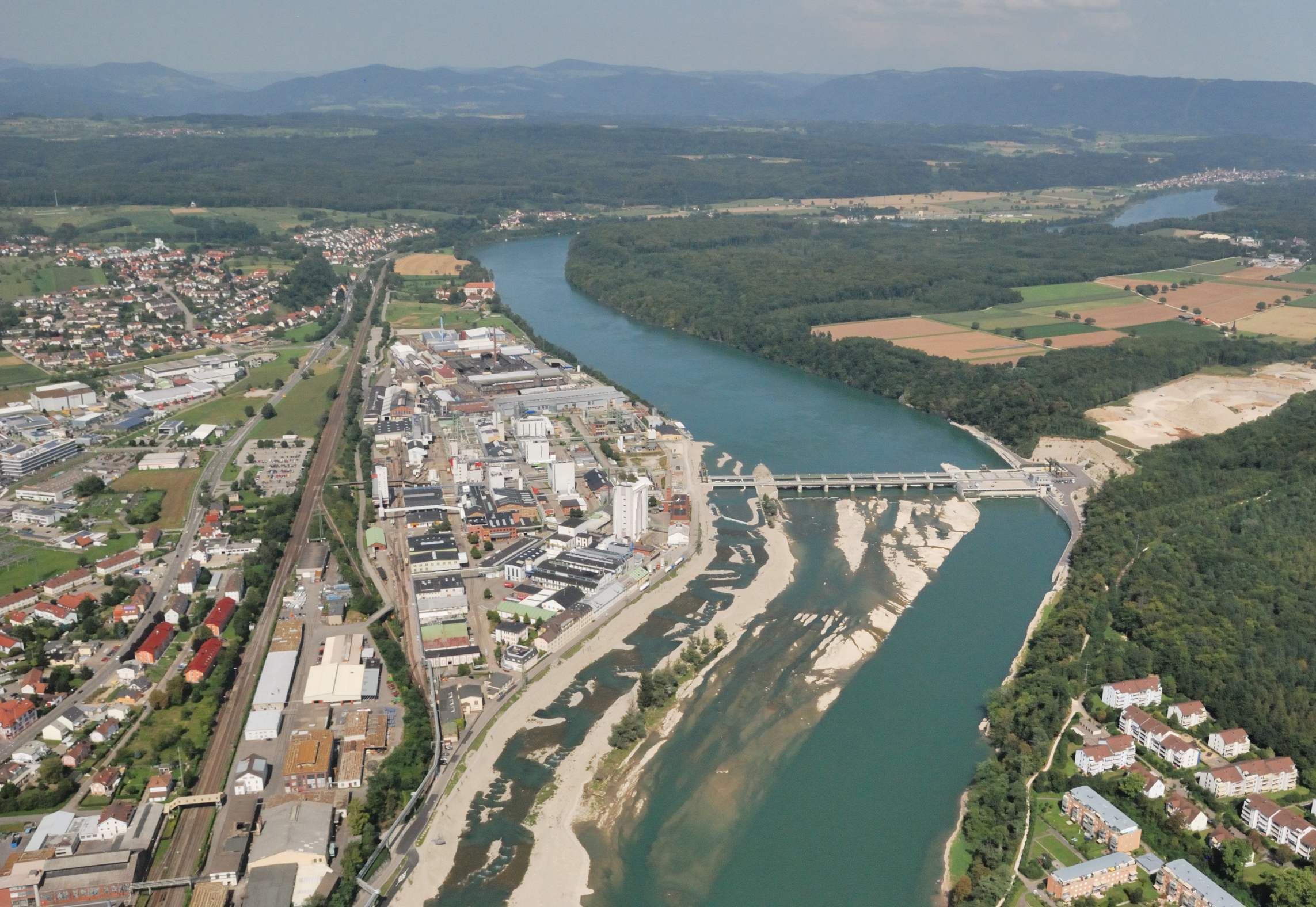
Luftbild

## Ökologische Eingriffe und Ausgleichsmaßnahmen
Mit dem Kraftwerksneubau waren erhebliche Eingriffe in die Fließgewässerökologie des Rheins verbunden. Unter anderem wurde eine in dieser Hinsicht sehr wertvolle Felsformation im Flussbett, das sogenannte „Gwild“, zu fast 50 Prozent zerstört. Daher wurden im Rahmen der naturschutzrechtlich vorgeschriebenen ökologischen Ausgleichsmassnahmen in Zusammenarbeit mit den maßgeblichen Umweltverbänden und den zuständigen Behörden aus Deutschland und der Schweiz insgesamt 65 ökologische Aufwertungsmaßnahmen konzipiert, für die 12 Millionen Euro investiert werden. Ohne diese Maßnahmen wäre das Projekt mangels Umweltverträglichkeit nicht genehmigt worden.
Eine der wichtigsten Ausgleichsmaßnahmen ist ein naturnahes, lachsgängiges Laich- und Fischaufstiegsgewässer zur Umgehung des Kraftwerks, das an Stelle des alten Einlaufkanals und des alten Maschinenhauses bis 2012 angelegt wird. In seiner Größenordnung von ca. 900 Metern Länge und ca. 60 Metern Breite war es seinerzeit einzigartig. Mittlerweile wurde am Kraftwerk Ryburg-Schwörstadt ein nochmals größeres Fischaufstiegsgewässer realisiert. Ein separater Durchlass (Dotierturbine) beim Neubau soll gewährleisten, dass das „Gwild“ auch bei Niedrigwasser ausreichend bewässert wird. Um den Lebensraum zu vernetzen, wurden zwei Fischtreppen gebaut. Weitere Ausgleichsmaßnahmen, zum Beispiel die Aufschüttung von Kiesbänken und Entfernung von Uferverbauungen, dienen unter anderem dazu, dem Fluss in geeigneten Teilbereichen den Charakter eines Fließgewässers zurückzugeben.
Weil man zum Zeitpunkt der Baugenehmigung nicht die Möglichkeit sah, das Aufstiegsgewässer unter dem alten Maschinenhaus hindurchzuführen, wurden das alte Wasserkraftwerk und der alte eiserne Kraftwerkssteg nach der Inbetriebnahme des neuen Kraftwerks abgerissen.
Über das Wehr des neuen Kraftwerks ist der Rheinübergang für Fußgänger und Radfahrer wieder möglich.

## Technische Daten

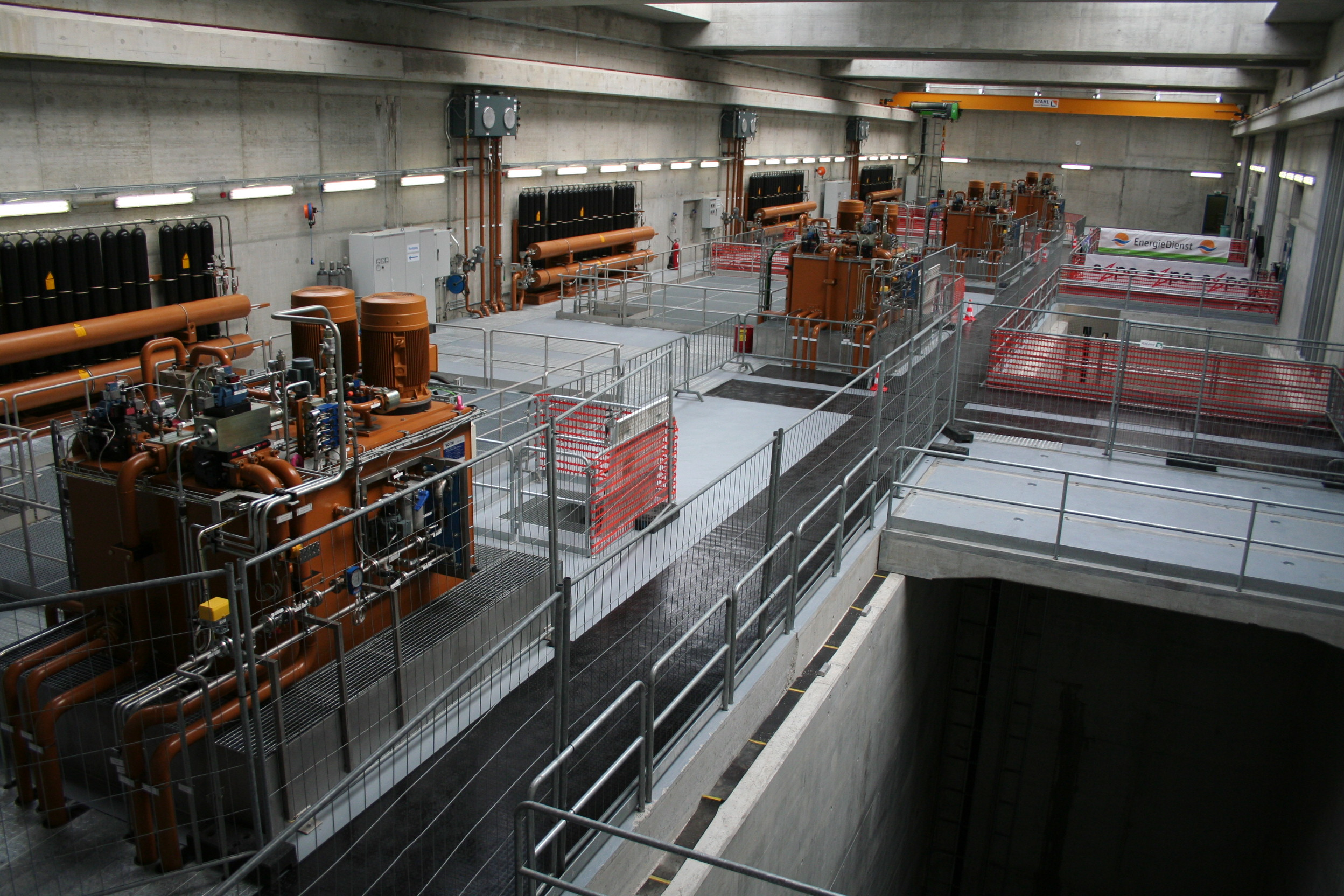
Die Turbinenhalle des neuen Kraftwerks

Das Kraftwerk hat sieben Wehröffnungen von jeweils 24,5 Meter Breite. Die Wehrschützen sollen auch der Regulierung von Hochwasser dienen. Bis zu 5400 Kubikmeter Wasser pro Sekunde können abgeführt werden.
Die technischen Einrichtungen mit dem Maschinenhaus liegen aus hydraulischen Gründen in Richtung des schweizerischen Ufers.
|                           | Altes Kraftwerk                                | Neues Kraftwerk                    |
| ------------------------- | ---------------------------------------------- | ---------------------------------- |
| Ausbauwassermenge         | 600 m³/s                                       | 1.500 m³/s                         |
| Nettogefälle              | 4,2–6,0 m                                      | 6,0–9,1 m                          |
| Installierte Leistung     | 25,7 MW                                        | 100 MW                             |
| Turbinentypen             | 8 Kaplan-, 6 Propeller- und 6 Francis-Turbinen | 4 doppelt regulierte Rohr-Turbinen |
| Mittlere Jahresproduktion | 185 GWh                                        | 600 GWh                            |